# 甲田四郎
甲田四郎（こうだ しろう、1936年1月3日- ）は、日本の詩人。

## 人物
東京都生まれ。本名・山中一雄。中央大学卒。東京の下町で和菓子店を経営しながら詩作を行う。「潮流詩派の会」、「垂線」、現代詩人会会員。1990年『大手が来る』で第23回小熊秀雄賞、2002年『陣場金次郎洋品店の夏』で第4回小野十三郎賞、2014年『送信』で第32回現代詩人賞受賞。

## 著書
- 『朝の挨拶 甲田四郎詩集』潮流出版社 1975
- 『午後の風景 甲田四郎詩集』潮流出版社 1982
- 『大手が来る 甲田四郎詩集』潮流出版社 1989
- 『九十九菓子店の夫婦 詩集』ワニ・プロダクション 1992
- 『昔の男 詩集』ワニ・プロダクション 1994
- 『煙が目にしみる』詩学社 1995
- 『日本現代詩文庫 甲田四郎詩集』土曜美術社出版販売 1996
- 『陣場金次郎洋品店の夏 詩集』ワニ・プロダクション 2001
- 『くらやみ坂 詩集』ワニ・プロダクション 2006
- 『冬の薄日の怒りうどん 詩集』ワニ・プロダクション 2007
- 『送信 詩集』ワニ・プロダクション 2013

## 参考
- 『文藝年鑑』2010年